# Solar Fields
Solar Fields, pseudonimo di Magnus Birgersson (Göteborg, ...), è un musicista svedese, di musica elettronica. È attivo anche come autore di colonne sonore, in particolare per aver composto quelle della serie di videogiochi Mirror's Edge.

## Discografia

### Album studio
- 2001 - Reflective Frequencies
- 2003 - Blue Moon Station
- 2005 - Extended
- 2005 - Leaving Home
- 2007 - EarthShine
- 2009 - Movements
- 2009 - Mirror's Edge
- 2010 - Altered - Second Movements
- 2010 - Origin #01
- 2011 - Until We Meet the Sky
- 2012 - Random Friday
- 2013 - Origin #02
- 2018 - Ourdom
- 2019 - Origin #03

## Colonne sonore
- 2004 - Borderline
- 2005 - Second Chance
- 2005 - Universeum - To Live in Space
- 2006 - Vaniljtigern
- 2009 - Mirror's Edge
- 2011 - Capsized
- 2011 - Superkär
- 2016 - Mirror's Edge Catalyst